# Abutilon
- Commons
- Wikispecies

Abutilon é um género botânico pertencente à família das Malváceas, onde se agrupam cerca de 150 espécies de plantas de folha perene. O género engloba plantas anuais, plantas perenes, arbustos, e árvores de 1 até 10 metros, aproximadamente, que podem ser encontradas em áreas tropicais e subtropicais de todos os continentes.
As espécies deste género são comummente conhecidas como abutilões.

## Etimologia
O nome genérico, Abutilon, trata-se de uma latinização do substantivo árabe abū ṭīlūn (أَبُو طِيلُون ) que significa «malva indiana».

## Características
As suas flores têm cinco pétalas que podem ser de cor vermelha, cor-de-rosa, laranja, amarela ou branca. Alguns representantes arbustivos fornecem fibras têxteis.

## Espécies (Principais)
- Abutilon albescens. Endêmica na Indonésia.
- Abutilon auritum (Asian Indian Mallow).
- Abutilon bedfordianum (Bedford's Mallow). Brasil.
- Abutilon berlandieri (Berlandier's Indian Mallow).
- Abutilon darwinii (Darwin's Mallow). Brasil.
- Abutilon eremitopetalum (Hiddenpetal Indian Mallow).
- Abutilon fruticosum (Texas Indian Mallow).
- Abutilon grandifolium (Hairy Indian Mallow).
- Abutilon hirtum (Hairy Indian Mallow). Old World tropics; naturalised in New World tropics.
- Abutilon hulseanum.
- Abutilon hyoleucum (Whiteleaf Indian Mallow).
- Abutilon incanum (Hoary Abutilon, Pelotazo).
- Abutilon indicum. Trópicos do Velho Mundo
- Abuliton insigne. Colombia, Venezuela.
- Abutilon leonardi (Woolly Abutilon).
- Abutilon malacum (Yellow Indian Mallow).
- Abutilon megapotamicum (Trailing Abutilon). Brasil.
- Abutilon menziesii (Ko'oloa'ula). Havai.
- Abutilon mollicomum (Sonoran Indian Mallow).
- Abutilon mollissimum. América do Sul.
- Abutilon ochsenii. Chile.
- Abutilon palmeri (Palmer's Indian Mallow).
- Abutilon parishii (Parish's Indian Mallow).
- Abutilon parvulum (Dwarf Indian Mallow).
- Abutilon permolle (Coastal Indian Mallow).
- Abutilon pictum (Redvein Abutilon, Red Vein Indian Mallow; syn. A. striatum). Brasil.
- Abutilon purpurascens. Brazil.
- Abutilon reventum (Yellowflower Indian Mallow).
- Abutilon sandwicense (Greenflower Indian Mallow).
- Abutilon theophrasti (Velvetleaf, Indian Mallow, Butterweed). Ásia tropical.
- Abutilon thurberi (Thurber's Indian Mallow).
- Abutilon trisulcatum (Anglestem Indian Mallow).
- Abutilon venosum. Brazil.
- Abutilon virginianum (Virgin Islands Abutilon). Ilhas Virgens.
- Abutilon vitifolium. Chile.
- Abutilon wrightii (Wright's Indian Mallow).

Híbridos
- Abutilon x hybridum ("Chinese Lantern"; unknown parentage).
- Abutilon x milleri (A. megapotamicum x A. pictum).
- Abutilon x suntense (A. ochsenii x A. vitifolium).